# Моряк

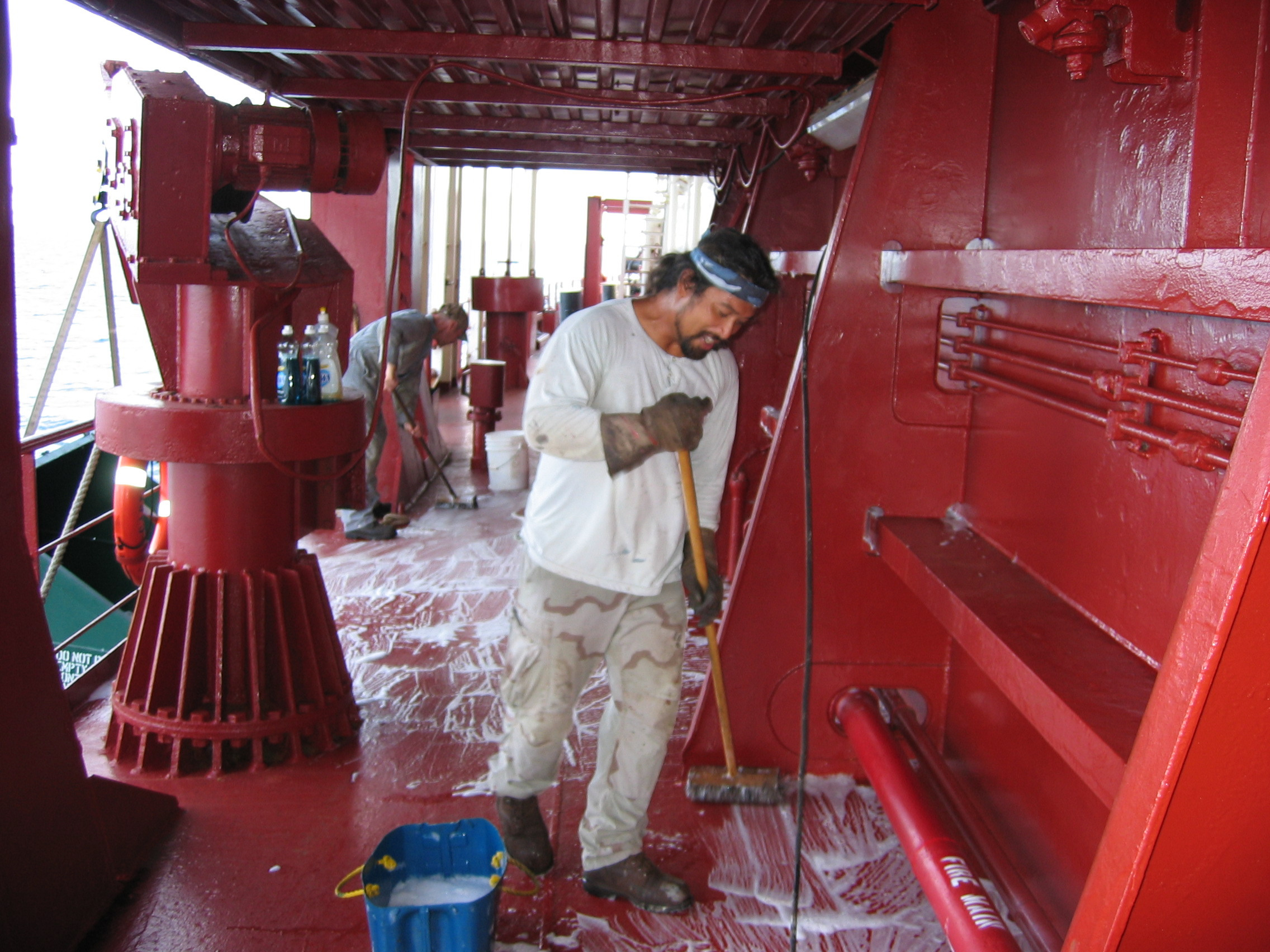
Моряки за роботою

Моряк — людина, яка працює на транспортному або спеціальному судні або служить на військовому кораблі.
Моряк — загальне визначення заняття. Залежно від виконуваних функцій або спеціалізації моряки можуть бути розділені на більш точні професії, наприклад: капітан, штурман, лоцман, матрос, тощо. У залежно від того, до якої команди (служби, частини) моряки входять на судні або кораблі, вони належать до цієї або декільком команд, наприклад, палубної команді.
Завдяки романтичним асоціаціям, пов'язаним з морською стихією, і уявленням про розлуку при відносно тривалих морських подорожах, образ моряка в літературних творах зазвичай наділяється такими рисами, як мужність, стійкість, зневага до сухопутного життя.